# Россельс, Владимир Львович
Влади́мир Льво́вич (Мордухович) Ро́ссельс (1886, Москва — 1971, там же) — советский адвокат.

## Биография
Окончил Юридический факультет Императорского Московского университета в 1913 году. Сразу после Октябрьской революции работал в различных государственных органах — Всероссийском центральном исполнительном комитете, Рабоче-крестьянской инспекции, Госплате РСФСР. С 1924 года — практикующий адвокат, член Московской коллегии адвокатов. Стал известен как адвокат-криминалист и судебный оратор. Был участником ряда громких процессов, таких как крушение на станции «Тихонова Пустынь», поставка некомплектной продукции, несколько дел о самоубийствах. Во время Большого террора 1937—1938 годов выступал защитником ряда людей, уже приговорённых к расстрелу, что в последствии легло в основу художественного фильма «Защитник Седов» (1988), в котором Россельс стал прототипом главного героя.
Помимо практической работы, занимался теоретическими разработками. Сотрудничал с Институтом права Академии наук СССР. В 1966 году была издана книга судебных речей Россельса «Судебные защитительные речи», ставшая первым опубликованным сборником адвокатских речей советских адвокатов.